# Barrage de l'Eider
Le barrage de l'Eider (en allemand : Eidersperrwerk) est située à l'embouchure du fleuve Eider près de Tönning sur la côte allemande de la mer du Nord. Son but principal est la protection contre les ondes de tempête par la mer du Nord. Il est en Allemagne la plus grande structure de protection du littoral. Il était également destiné à contribuer au redressement économique dans les districts de Norderdithmarschen.
À la suite de l'inondation de la mer du Nord de 1962, qui a inondé Tönning, deux possibilités étaient ouvertes. Rehausser les digues le long des rives de l'Eider ou la construction d'un barrage anti-tempête à son embouchure. Cette dernière a été choisie et les travaux de construction ont débuté en 1967.
Le barrage est aussi une attraction touristique avec des stations balnéaires de Sankt Peter-Ording et Vollerwiek ou la station de Garding. La construction du barrage a modifié l'estuaire qui est devenu le parc de Katinger Watt, une réserve naturelle ; sur le côté opposé de la rivière en 1989, le Eiderwatt Dithmarscher a été établi afin de compenser au moins partiellement les pertes de prés salés et les vasières causés par la construction du barrage. L'emplacement des barques de pêche a été déplacé de Tönning vers le barrage, plus proche des lieux de pêche. Sur le barrage lui-même se trouve une grande colonie de sterne arctique avec 143 couples reproducteurs en 2006. 